# Leptasterias tenera

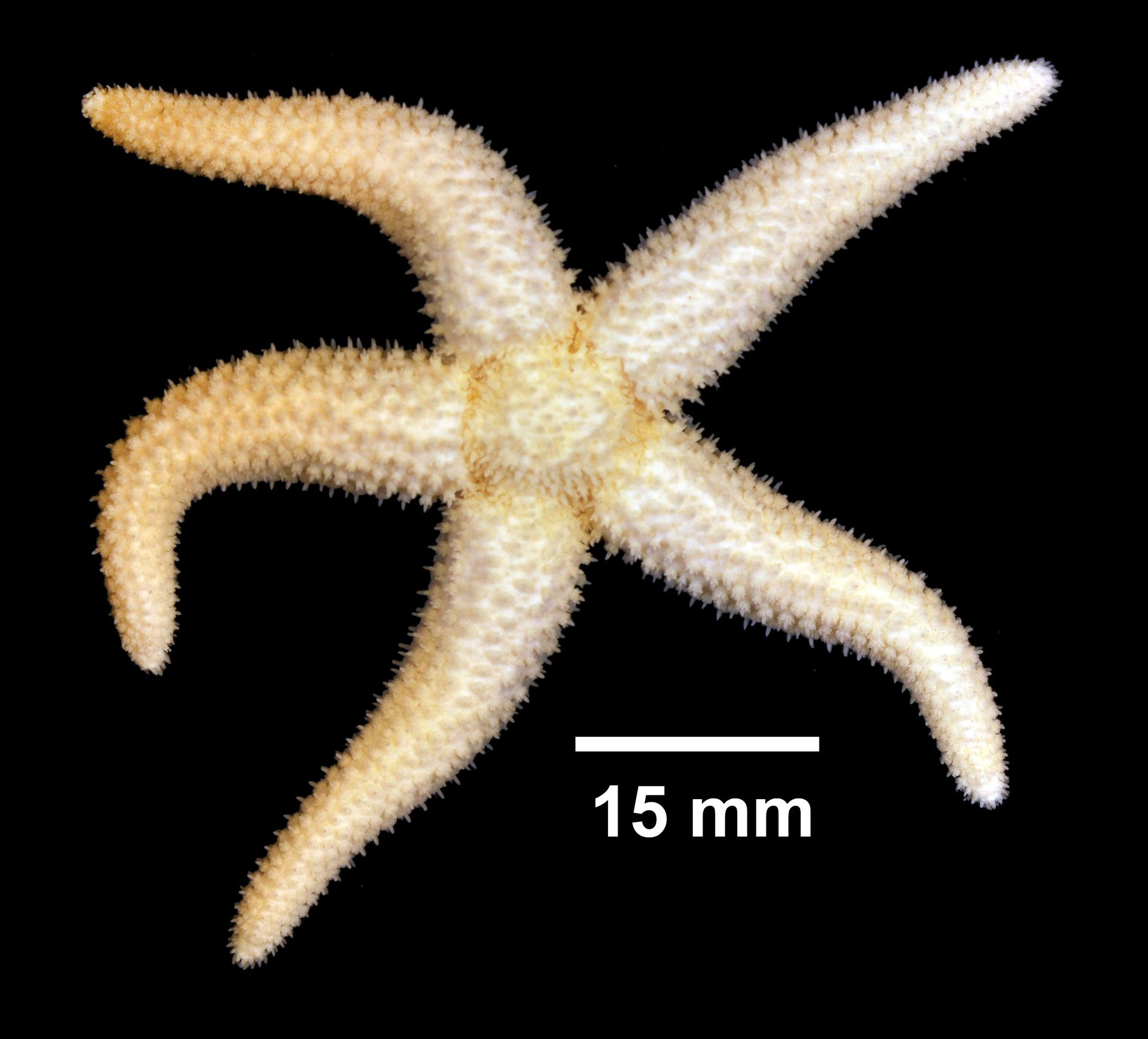
Leptasterias tenera

Leptasterias tenera là tên của một loài sao biển thuộc họ Asteriidae. Người ta phát hiện nó ở vùng biển phía đông của Bắc Mỹ.

## Mô tả
Leptasterias tenera là loài sao biển nhỏ, 5 cánh và phát triển chậm. Nó có thể có đường kính là 16 cm nhưng hầu hết các cá thể trưởng thành chỉ có đường kính khoảng bằng một nửa của kích thước này.

## Môi trường sống và phân bố
Chúng sống ở vùng bờ biển phía đông của Canada và Hoa Kỳ. Đó là khu vực từ Nova Scotia, đảo Prince Edward về phía nam đến mũi Hatteras. Người ta còn biết chúng ở biển Sargasso. Độ sâu mà chúng sống là khoảng 50 mét ở đáy biển có nhiều bùn và cát.

## Sinh thái học
Leptasterias tenera là loài săn mồi mai phục. Nó sẽ bất động trong thời gian dài và khi con mồi vô tình chạm vào chúng, nó sẽ dùng cánh có các chân kìm nhỏ (một cấu trúc giống càng cua) chụp con mồi lại rồi đưa nó đến miệng.
Mùa sinh sản của loài này diễn ra vào mùa đông, trứng lớn, có noãn hoàng, không nhiều. Con cái sẽ dùng dạ dày ở môn vị để giữ trứng lại và ấu trùng sẽ sinh sống tại đó. Sau đó chúng thoát ra và bắt đầu giai đoạn ấu trùng thứ 2. Lần này chúng sẽ ở bên dưới mẹ nó (cá thể mẹ cũng uốn cơ thể của nó lên). Mùa sinh sản kéo dài khoảng 4 tháng và các nhà nghiên cứu vẫn chưa biết con mẹ chăm sóc con non trong bao lâu. Họ chỉ biết là khi ấy con mẹ sẽ bỏ ăn hoặc ăn ít.